# 패르누강
패르누강(에스토니아어: Pärnu jõgi)은 에스토니아의 강이다. 이 강은 리가만의 만인 패르누만에 흘러든다. 144km 길이로 에스토니아에서 가장 긴 강 중 하나이며, 유역 면적은 6,920km2, 평균 유량은 64.4m³/s이다.

## 설명
패르누강은 에스토니아에서 두 번째로 긴 강으로, 144 킬로미터 (89 mi) 길이이며, 이 나라에서 100 킬로미터 (62 mi)보다 긴 10개 강 중 하나이다. 유역 면적은 6,920 제곱킬로미터 (2,670 mi2)이며, 에스토니아 육지의 약 6분의 1을 차지하고 1,000 제곱킬로미터 (390 mi2)를 초과하는 에스토니아 강 유역 중 15개 중 하나이다. 발원지는 에스토니아 북동부의 판디베레 카르스트 고지이며, 주요 지류들은 사칼라 고지에서 강으로 합류한다. 길이 때문에 패르누강은 에스토니아에서 발견되는 대부분의 지형 유형을 통과한다. 강 주변은 농업이 지배적이며 얘르바주의 상류는 에스토니아 최고의 농지 중 일부로 간주된다. 파이데 시 주변 지역에서 강은 숲과 습지를 통과한다. 강은 패르누만으로 흘러들고, 패르누 시는 강이 바다로 들어가는 곳에 위치해 있다.

### 지질
강의 유역은 대략 바다에서 나베스티강과 합류하는 지점까지 강 북쪽의 하부 실루리아기 퇴적물로 구성되어 있으며, 그곳에서 나베스티강 북쪽과 이 선의 남쪽은 주로 중기 데본기 퇴적물로 구성되어 있다. 토리 근처에서는 사암 노두, 절벽 및 동굴이 강을 따라 이어진다. 북부 및 동부 코스에서는 강이 얇은(5 미터 [16 ft]에서 1 미터 [3.3 ft]까지) 겉흙 층 위를 흐르며, 바다에 가까울수록 겉흙은 60 미터 (200 ft)까지 깊어질 수 있다.

### 수문학
강의 유출량 변화는 매우 큰데, 이는 적어도 강 유역에 큰 호수가 없다는 사실에 부분적으로 기인한다. 이러한 이유와 구불구불한 형태 때문에 이 강은 "에스토니아의 미시시피강"이라고 불리기도 했다. 강은 일반적으로 봄에 범람하지만, 가을과 여름의 폭우 후에도 범람하며, 오레의 수문 관측소에서 기록된 최대 유출량은 최소 유출량의 100배 이상으로 측정되었다. 평탄한 지형은 홍수 영향을 악화시키고, 강을 따라 넓은 지역은 범람원 초원, 범람원 숲 및 습지림으로 특징지어진다. 패르누강 강변에서 발견되는 유형의 범람원 숲은 에스토니아 및 보존된 곳이 거의 없는 유럽의 나머지 지역에서는 흔치 않다. 강을 따라 있는 범람원 초원은 관리가 부족하여 감소했으며, 최근 몇 년 동안 여러 곳을 복원하기 위한 노력이 이루어졌다. 본류 패르누강에 있던 신디 댐은 2018-2019년에 제거되었다. 패르누강의 다른 댐들은 향후 몇 년 안에 제거될 것이다. 패르누강 댐 제거는 에스토니아 정부와 유럽 연합과의 협력을 통해 자금을 지원받는다. 의심할 여지 없이 대서양 연어와 다른 어종들은 앞으로 몇 년 안에 회복될 것이다.

### 문화
패르누, 파이데, 토리, 튀리 마을은 모두 패르누강 강변에 위치해 있다. 이 강은 오랫동안 이 지역의 인간 활동의 중심지였는데, 에스토니아에서 발견된 가장 오래된 정착지는 신디 마을 근처의 강가에서 발견되었으며 기원전 약 7,500년으로 거슬러 올라간다.

## 갤러리

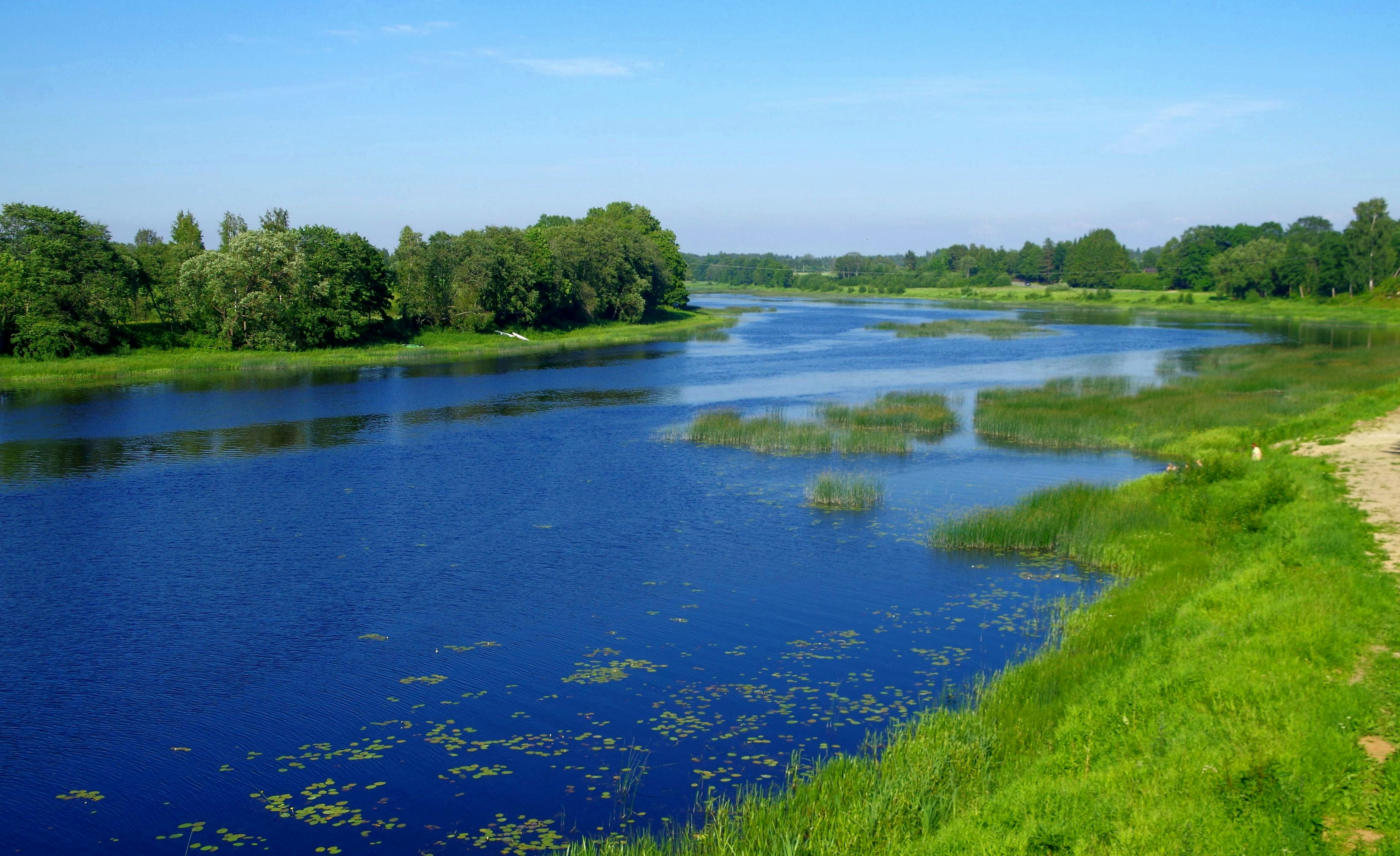
토리의 강
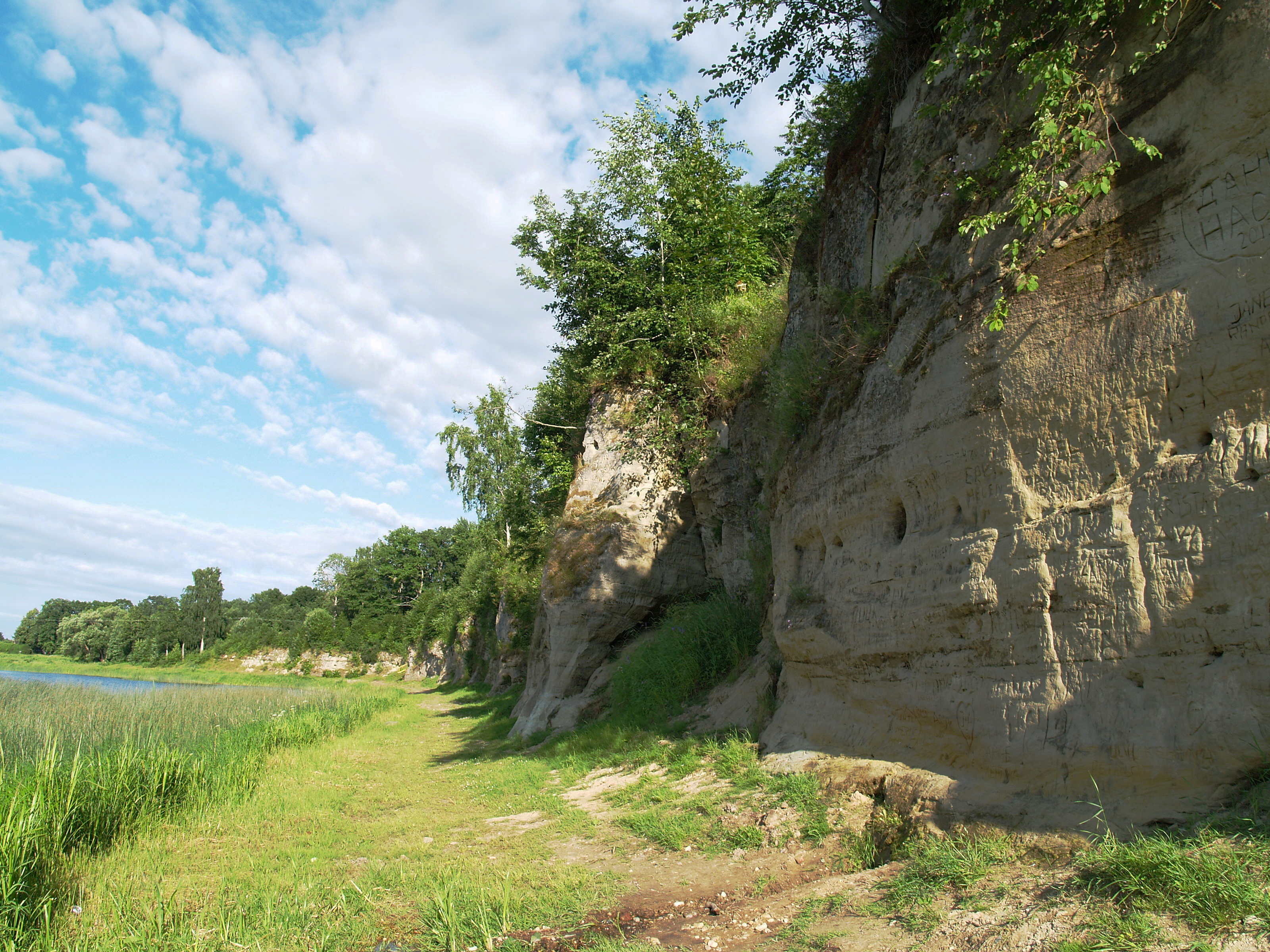
토리 근처의 사암 절벽
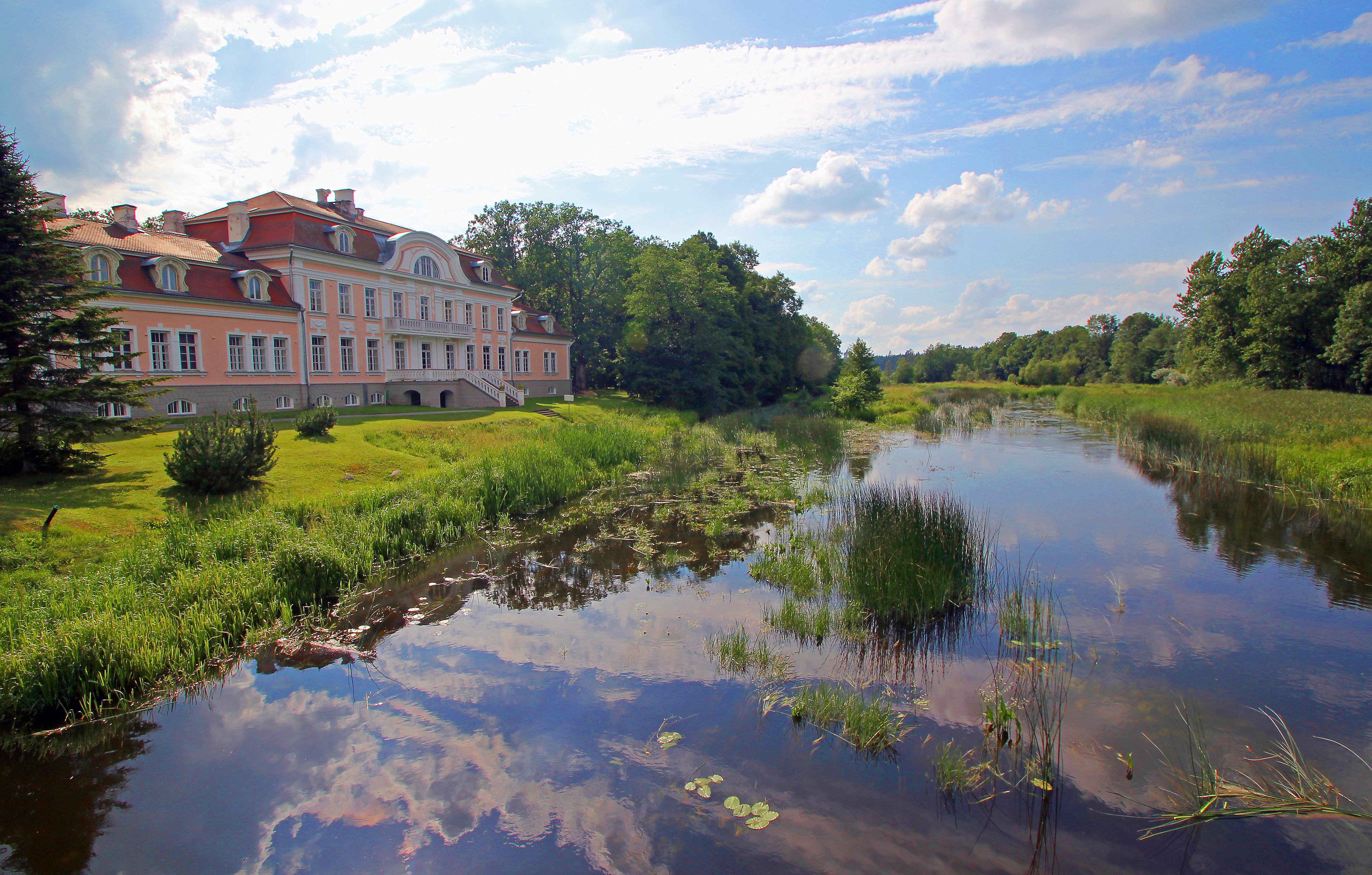
라우파의 매너 하우스를 지나 흐르는 강
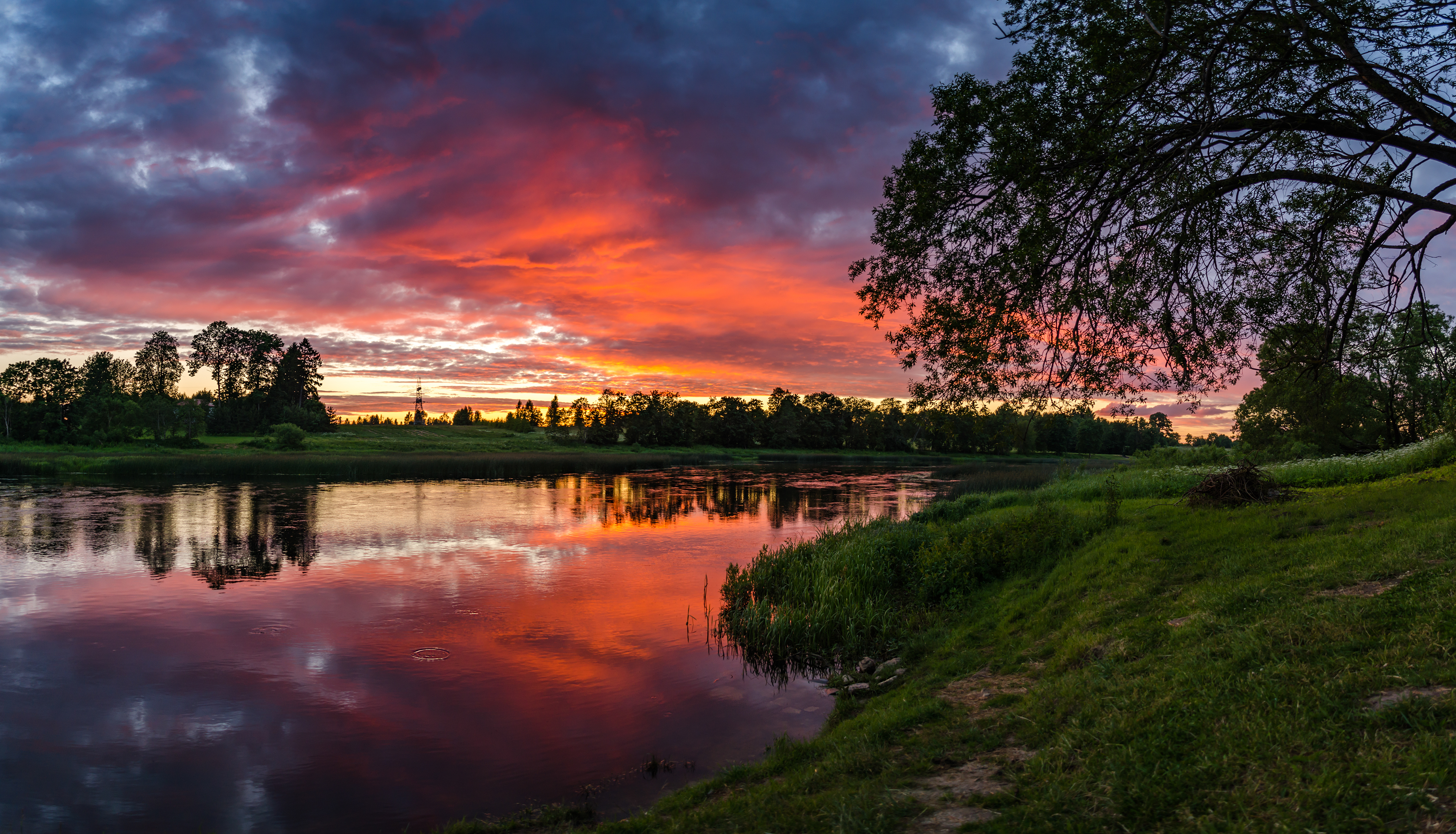
신디 근처의 강
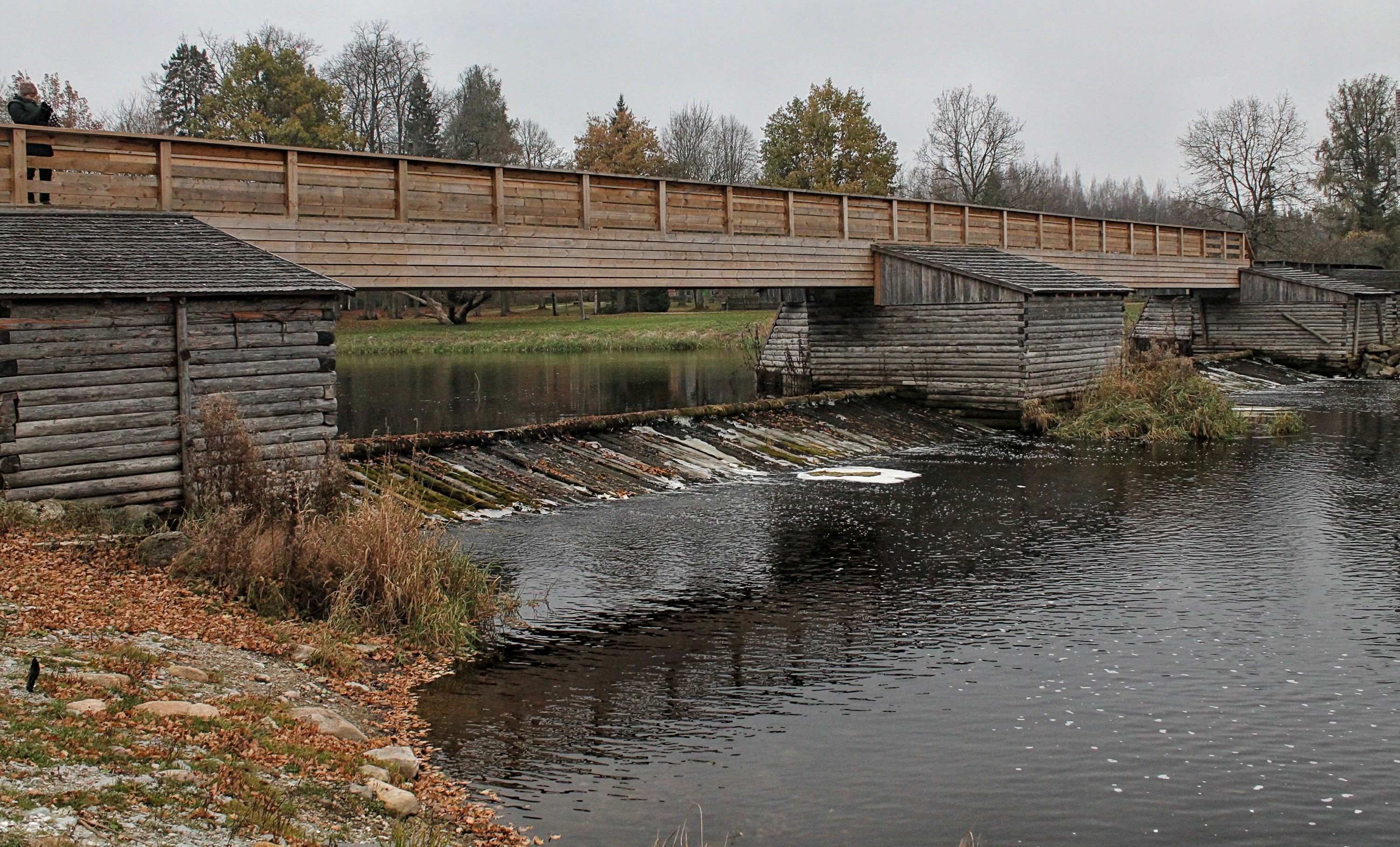
쿠르기야 중류의 강